# Nallachius dicolor
Nallachius dicolor is een insect uit de familie van de Dilaridae, die tot de orde netvleugeligen (Neuroptera) behoort. 
Nallachius dicolor is voor het eerst wetenschappelijk beschreven door Adams in 1970.